# Она (альбом)
«Она» — девятый студийный альбом российского музыканта Дельфина. Вышел в свет 20 октября 2016 года на платформе Apple Music. Позже появился на других цифровых площадках и вышел на CD.

## Об альбоме
Предзаказ на новый альбом Дельфин открыл в свой день рождения 29 сентября. В этот же день был выпущен сингл «Помни». Сам альбом появился 20 октября. По словам музыканта, эта его новая работа была сочинена быстро. Альбом был придуман и записан в последние месяцы лета.
В этом альбоме нет таких сложных проблем, мне кажется. «Она» задумывался как максимально доходчивый материал для слушателя. Своего рода эксперимент. Если предыдущий альбом был очень нагружен смыслами — и музыкальными, и литературными, то этот материал — абсолютно прост, доступен и понятен при прослушивании— Дельфин в интервью «Известиям».
Альбом «Она» записывался без участия гитариста Павла Додонова, который покинул коллектив. Павел был постоянным участником группы Дельфина с начала 2000-х годов. По словам Дельфина, этим и объясняется аскетизм звучания этого альбома. Ему пришлось самому придумывать и играть басовые партии.

## Видеоклипы
В течение 2017 года вышло несколько видеоклипов на песни с альбома. В феврале появилось видео к композиции «Рябиновые птицы». В абстрактном тёмном клипе с помощью мерцаний света и компьютерной графики вырисовываются лица и силуэты людей, которые танцуют, позируют пред камерой, крутят в руках диско-шар и примеряют маску в виде черепа. В марте появился клип на песню «Помни». Это видео было создано художником-мультипликатором Никитой Лыськовым. «Если вы хорошо знакомы с музыкой Андрея, то заметите, что клип состоит из образов, которые встречаются в его стихах», — рассказал мультипликатор. Лыськов познакомился с Дельфином, когда сделал фан-анимацию для трека «Частицы». Этот ролик увидел Дельфин и стал использовать у себя на концертах в качестве фонового сопровождения. В начале ноября был опубликован видеоклип на песню «Крики». Видео представляет из себя ряд пейзажных зарисовок. Режиссёром клипа стал Роман Неверов, работающий под псевдонимом Roma Nerom. Роман живёт в Израиле, в городе Бат-Ям. Окрестности этого города и стали локациями для видео.

## Рецензии
Критики отмечали, что новый альбом продолжает концепцию предыдущего. Музыкант снова делится своими личными переживаниями, только в этот раз они касаются темы любви. В плане звучания было отмечено, что музыка упрощается, становится аскетичной, звучит лишь самое необходимое.

## Список композиций
1. Рябиновые птицы — 04:36
2. Помни — 03:44
3. Небо — 05:03
4. Чудо — 04:30
5. Крики — 03:20
6. Где ты — 04:54
7. 9 мая — 03:04
8. Солнце моё — 04:34
9. Они — 03:24

## Участники записи
- Дельфин (Андрей Лысиков)
- Александр Майоров
- Игорь Бабко
- Василий Яковлев
- Дмитрий Емельянов
- Илья Семин